# Chrysura
Chrysura is een geslacht van vliesvleugelige insecten van de familie Goudwespen (Chrysididae).

## Soorten
- C. arcadiae (Arens, 2001)
- C. auropicta (Mocsáry, 1889)
- C. austriaca (Fabricius, 1804)
- C. baccha (Balthasar, 1953)
- C. candens (Germar, 1817)
- C. ciliciensis (Mocsáry, 1914)
- C. circe (Mocsáry, 1889)
- C. cretica (Mocsáry, 1911)
- C. cuprea (Rossi, 1790)
- C. declinanalis (Linsenmaier, 1968)
- C. demaculata (Arens, 2004)
- C. dichroa (Dahlbom, 1854)
- C. dichropsis (Du Buysson, 1894)
- C. erigone (Mocsáry, 1889)
- C. fernandezi (Linsenmaier, 1993)
- C. filiformis (Mocsáry, 1889)
- C. foveatidorsa (Linsenmaier, 1968)
- C. graja (Mocsáry, 1889)
- C. hirsuta (Gerstaecker, 1869)
- C. hybrida (Lepeletier, 1806)
- C. ignifrons (Brullé, 1832)
- C. isabella (Trautmann, 1926)
- C. judith (Balthasar, 1953)
- C. krueperi (Mocsáry, 1889)
- C. laconiae (Arens, 2001)
- C. laevigata (Abeille de Perrin, 1879)
- C. laodamia (Du Buysson, 1900)
- C. lydiae (Mocsáry, 1889)
- C. magrettii (Du Buysson, 1890)
- C. mesochlora (Mocsáry, 1892)
- C. mistrasensis (Linsenmaier, 1968)
- C. moreae (Arens, 2001)

- C. oraniensis (Lucas, 1849)
- C. pelopaeicida (Du Buysson, 1887)
- C. pseudodichroa (Linsenmaier, 1959)
- C. purpureifrons (Abeille de Perrin, 1878)
- C. pushkiniana (Semenov, 1967)
- C. pyrogaster (Brullé, 1832)
- C. radians (Harris, 1776)
- C. refulgens (Spinola, 1806)
- C. rhodia (Mocsáry, 1889)
- C. rufiventris (Dahlbom, 1854)
- C. simplex (Dahlbom, 1854)
- C. simulacra (Linsenmaier, 1959)
- C. simuldichroa (Linsenmaier, 1969)
- C. smyrnensis (Mocsáry, 1889)
- C. sulcata (Dahlbom, 1845)
- C. trimaculata (Förster, 1853)
- C. varicornis (Spinola, 1838)
- C. viridana (Dahlbom, 1854)